# Playboy: The Mansion
Playboy: The Mansion é um jogo eletrônico de simulação para os PlayStation 2, Microsoft Windows e Xbox, desenvolvido pela Cyberlore Studios, publicado pela Groove Games e Arush Entertainment e licenciado pela Playboy Enterprises.

## Jogabilidade
Playboy: The Mansion coloca os jogadores no papel de Hugh Hefner, o fundador da revista Playboy e da Playboy Enterprises, conhecido no jogo como 'Hef'. O objetivo do jogo é construir o famoso império da Playboy do zero, começando com uma revista humilde, endossos de celebridades, entretenimento doméstico, sites da Internet e mercadorias.
O jogador pode moldar a famosa Playboy Mansion às suas próprias necessidades e desejos, e tem a opção de experimentar as infames festas Playboy com as Playmates em locais como a Gruta e o Clubhouse. Hef, assim como todos os outros personagens do jogo, pode construir três tipos de relacionamento com outros personagens: casual, profissional e romântico. A cada mês, o jogador tem que imprimir uma edição da revista. Para isso, o jogador precisa de uma foto de capa, uma página central, um ensaio de uma celebridade, uma entrevista com uma celebridade, uma fotografia sobre um assunto e um artigo sobre o mesmo. O jogador deve contratar fotógrafos e escritores para criar cada edição. Todos os personagens têm interesses, como esportes e música, e os escritores desses tópicos produzirão artigos de alta qualidade. No jogo, o jogador é o fotógrafo durante as sessões de fotos. O jogo contém muitas referências sexuais, incluindo relações sexuais.
Existem doze missões no total. Alguns dos objetivos incluem estabelecer e/ou consertar relacionamentos com pessoas, publicar determinado conteúdo de revistas e dar festas. Os jogadores também podem optar por não atingir metas, já que não há limite de tempo, e fazer outras coisas como festas, reformas na mansão e brincar com os diversos jogos da mansão; no entanto, as revistas devem continuar a ser publicadas, pois essa é a fonte de renda do jogador.

## Música
A principal música do jogo é "Playboy Mansion", do Prince Charming, do álbum Songs For My Therapist. A trilha sonora do jogo, mistura músicas liberadas pelo DJ americano e produtor musical Felix da Housecat. O jogo possui faixas de muitos produtores renomados como Armand Van Helden, DJ Sneak ou Kaskade.

## Pacote de expansão
Playboy: The Mansion - Private Party Expansion Pack é o pacote de expansão. Ele adiciona recursos extras, festas como Midsummer Night's Dream, celebridades mundialmente famosas e Playmates, novas animações, edição aprimorada de personagens e músicas na temática de festas.

### Características
A expansão adiciona muitos novos recursos ao jogo. Quando os personagens se envolvem em atividades sexuais, eles agora removem suas roupas íntimas e seus órgãos genitais ficam borrados, assim como os personagens de The Sims. Outra característica é a possibilidade de dar "festas temáticas", que consistem em Halloween, A Midsummer Night's Dream, o aniversário de Hef, Tropical, Playmate do ano e muito mais.

## Recepção
O jogo teve uma recepção mista da crítica especializada. GameRankings e Metacritic deram-lhe uma pontuação de 60% e 59 de 100 para a versão PC, 59,97% e 59 de 100 para a versão PlayStation 2, e 62,14% e 61 de 100 para a versão Xbox.
A Eurogamer observou que o jogo era semelhante à série The Sims, mas infelizmente era menos divertido. Foi considerada "uma proposta um pouco leve demais para um jogo completo".
O New York Times deu uma crítica mista e declarou: "Sexo e nudez geralmente funcionam bem em filmes, mas videogames misturados com sexo nunca superam a mediocridade, e Mansion parece decididamente malcriado". The Sydney Morning Herald deu-lhe duas estrelas e meia de cinco e chamou-o de "Um conceito divertido com emoções limitadas e profundidade insuficiente para desafiar os jogadores". O Detroit Free Press deu duas estrelas de quatro e declarou: "Entrei no jogo esperando um mundo de champanhe, rosas e frequentes nuvens de vapor. Em vez disso, recebi um pedido imediato para construir um escritório no andar superior da mansão".